# Dirk Riedel
Dirk Riedel (* 1971 in Düsseldorf) ist ein deutscher Historiker.

## Werdegang
Riedel studierte Neuere und Neueste Geschichte, Politikwissenschaft und Psychologie an der Universität Augsburg. Von 1997 bis 2008 bekleidete er unterschiedliche Positionen in der KZ-Gedenkstätte Dachau. Eine Förderung durch die Lagergemeinschaft Dachau ermöglichte ihm Recherchen bei den National Archives in London und dem norwegischen Riksarkivet in Oslo über den KZ-Kommandanten Hans Loritz. Mit der unter anderem aus diesen Forschungen hervorgegangenen Arbeit wurde Riedel 2009 am Zentrum für Antisemitismusforschung der TU Berlin promoviert. Von 2009 bis 2016 war er wissenschaftlicher Mitarbeiter der KZ-Gedenkstätte Dachau.
Seit Ende 2016 ist Riedel wissenschaftlicher Mitarbeiter des NS-Dokumentationszentrums München. Er hat einen Lehrauftrag am Historischen Seminar der Ludwig-Maximilians-Universität München.

## Forschung
Riedel forscht zur Geschichte der Konzentrationslager, zu Fragen nach Opfern, Tätern und Mittätern des NS-Regimes, zum Umgang mit den historischen Orten nationalsozialistischer Verbrechen sowie zu aktuellen Formen des Nationalismus und Rechtsextremismus. Für seine Biografie über den KZ-Kommandanten Hans Loritz orientierte sich Riedel an Saul Friedländers „integrierter Geschichte des Holocaust“, indem er die Zeugnisse ehemaliger KZ-Häftlinge als essentiellen Quellenbestand in seine Arbeit über einen nationalsozialistischen Täter einbezog.

## Veröffentlichungen (Auswahl)
- Dirk Riedel: Ordnungshüter und Massenmörder im Dienst der „Volksgemeinschaft“. Der KZ-Kommandant Hans Loritz Metropol, Berlin 2. korrigierte Auflage 2020 (Diss., Erstauflage 2010), ISBN 978-3-86331-520-7.
- Dirk Riedel: Kerker im KZ Dachau. Die Geschichte der drei Bunkerbauten Dachau 2002.
- Gabriele Hammermann/Dirk Riedel: Sanierung – Rekonstruktion – Neugestaltung. Zum Umgang mit historischen Bauten in Gedenkstätten Wallstein Göttingen 2014, ISBN 978-3-8353-1451-1.

Weitere Beiträge publiziert er u. a. für die Dachauer Hefte, die Reihe Der Ort des Terrors, das Journal of Contemporary History und die Schriftenreihe der Bayerischen Landeszentrale für Politische Bildungsarbeit „Einsichten und Perspektiven“.